# Otokar Cobra II
Cobra II — это дальнейшее развитие бронеавтомобиля Cobra I.Разработана и производится турецкой компанией Otokar. Cobra II — это колёсная бронированная машина с колесной формулой 4x4, вмещающая до десяти человек личного состава, включая водителя и командира. Он отличается высоким уровнем защиты от самодельных взрывных устройств и наземных мин. Благодаря модульной конструкции бронемашина может быть изготовлена в различных модификациях, в соответствии с различными требованиями заказчика.

## Обзор
Общая длина составляет 5,6 м при ширине 2,5 м и высоте 2,2 м. В стандартную комплектацию автомобиля входят система Run Flat, CTIS, система кондиционирования воздуха, система затемнения фар и буксировочная проушина. Дополнительно машина может быть оснащена лебёдкой, комплектом фильтрации РХБЗ, автоматической системой пожаротушения, навигационной системой, системой внутренней связи и вспомогательной силовой установкой. Опционально можно оснастить дистанционно управляемый боевой модуль с крупнокалиберным пулемётом или автоматическим гранатомётом.
Бронеавтомобиль используется Вооружёнными силами и силами безопасности Турции. Также используется несколькими другими странами, а также Организацией Объединенных Наций в миротворческих миссиях.  Впервые бронемашина была представлена в мае 2013 года на выставке IDEF 2013.
Cobra II является преемником бронемашины Cobra. Имеет боевую массу, вдвое превышающую массу предшественника. Также она немного шире, длиннее и выше.
Cobra II оснащён 6,7-литровым шестицилиндровым дизельным двигателем с водяным охлаждением, турбонаддувом и системой впрыска, сопряжённым с автоматической коробкой передач (шесть передач переднего хода и одна передача заднего хода). Он производит мощность 360 л.с. (269 кВт) при 2650 об/мин и крутящем моменте 1100 Нм при 1400 об/мин. Двигатель также совместим с топливом F-34 и F-54. Максимальная скорость составляет 110 км/ч с запасом хода до 700 км.

## Страны-эксплуатанты
- Азербайджан[5][8][9]
- Бангладеш[10]
- Эквадор[11]
- Гана[12]
- Кот-д’Ивуар[13][14]
- Казахстан — Закуплено 45 единиц бронетехники Otokar Cobra II[15].
- Марокко[16][17][18][19]
- Румыния – заказано 1059 машин[20]
- Руанда[21]
- Саудовская Аравия[22]
- Сенегал[23]
- Тунис
- Турция[5][8][9]
- Украина[24]

## Галерея
- Эквадорский Otokar Cobra II
- Автомобили Cobra II на военной церемонии в Эквадоре